# 엠포리움 (고대)
엠포리움(emporium)은 고전 고대(Classical antiquity) 시기 교역소(trading post), 상관(商館, factory), 시장을 의미한다. 고대 그리스어 ἐμπόριον(empórion)에서 유래했으며, 라틴어로는 emporium이다. 그리스어와 라틴어에서 모두 복수형은 'emporia'이나, 그리스어에서 복수형은 '상품(merchandise)'이라는 의미로 변화되었다. 중세 초기 '엠포리움'은 중세 초기(Early Middle Ages) 고도로 발달한 교역의 중심이기도 했다.
'엠포리아'는 활동 정도에 따라 다양했다. 일부는 근세(early modern period) 중국, 인도, 일본의 영구적으로 설치된 유럽 교역 식민지(European trading colony) 혹은 레반트(Levant)와 같은 중세 이탈리아 여러 해양 공화국(maritime republic)의 유럽 교역 식민지와 유사하게 기능하였다. 다른 일부는 며칠이나 몇 주동안 중세 샴페인 시장(Champagne fair)이나 현대 교역 시장(trade fair)과 같은 연례 행사였던 것으로 보인다.

## 예시
유명한 엠포리움은 다음과 같다.
엘림(Elim) : 하트셉수트(Hatshepsut)가 홍해(Red Sea) 선단을 유지한 곳
엘랏(Elat) : 이곳에서 이집트 테베(Thebes)는 팔레스타인, 가나안, 아람, 레바논, 암몬(Ammon), 하조르(Hazor), 모아브(Moab), 에돔(Edom), 푼트(Punt), 페트라(Petra)에서 미디안(Midian)에 이르는 아라비아 반도에서 온 매장품, 리넨, 역청, 나프타, 유향, 몰약, 석각 애뮬럿(amulet)을 공급받았다.
나우크라티스(Naucratis) : 이집트 유일의 그리스 식민지
올비아(Olbia) : 우크라이나에 위치, 곡물, 생선, 노예를 수출
사이스(Sais) : 솔론(Solon)이 이집트 지식을 얻기 위해 간 곳
고대 그리스와 프톨레마이오스(Ptolemaios) 왕조의 영역 내에서, 엠포리움은 환지중해 지역(circum-Mediterranean area)의 다양한 그리스인, 페니키아인, 이집트인, 기타 도시국가와 교역소 추린자들을 아울렀다. 이러한 상업 허브들 가운데, 저지대 이집트(Lower Egypt)에는 아바리스(Avaris)와 시에네(Syene), 고지대 이집트(Upper Egypt)의 테베(Thebes), 오포네(Opone), 엘림, 엘랏, 기타 홍해 항구와 같은 도시들이었다. 히타이트(Hittite)에는 카네쉬(Kanesh)와 카데시(Kadesh)를 포함했다. 페니키아에는 카디스(Cádiz), 카르타고(Carthage), 렙티스 마그나(Leptis Magna), 키레네(Cyrene)가 있었다.(키레네는 그리스인들이 세웠다.)

## 같이 보기
- 엠포리움 (중세 초기)